# Abyssothauma
Abyssothauma es un género de caracoles de mar, moluscos gastrópodos marinos de la familia Raphitomidae.

## Especie
Las especies dentro del género Abyssothauma incluyen:
- Abyssothauma psilarosis (Barnard, 1963)